# Arenga hookeriana
Arenga hookeriana är en enhjärtbladig växtart som först beskrevs av Odoardo Beccari, och fick sitt nu gällande namn av Timothy Charles Whitmore. Arenga hookeriana ingår i släktet Arenga och familjen Arecaceae. Inga underarter finns listade i Catalogue of Life.

## Bildgalleri

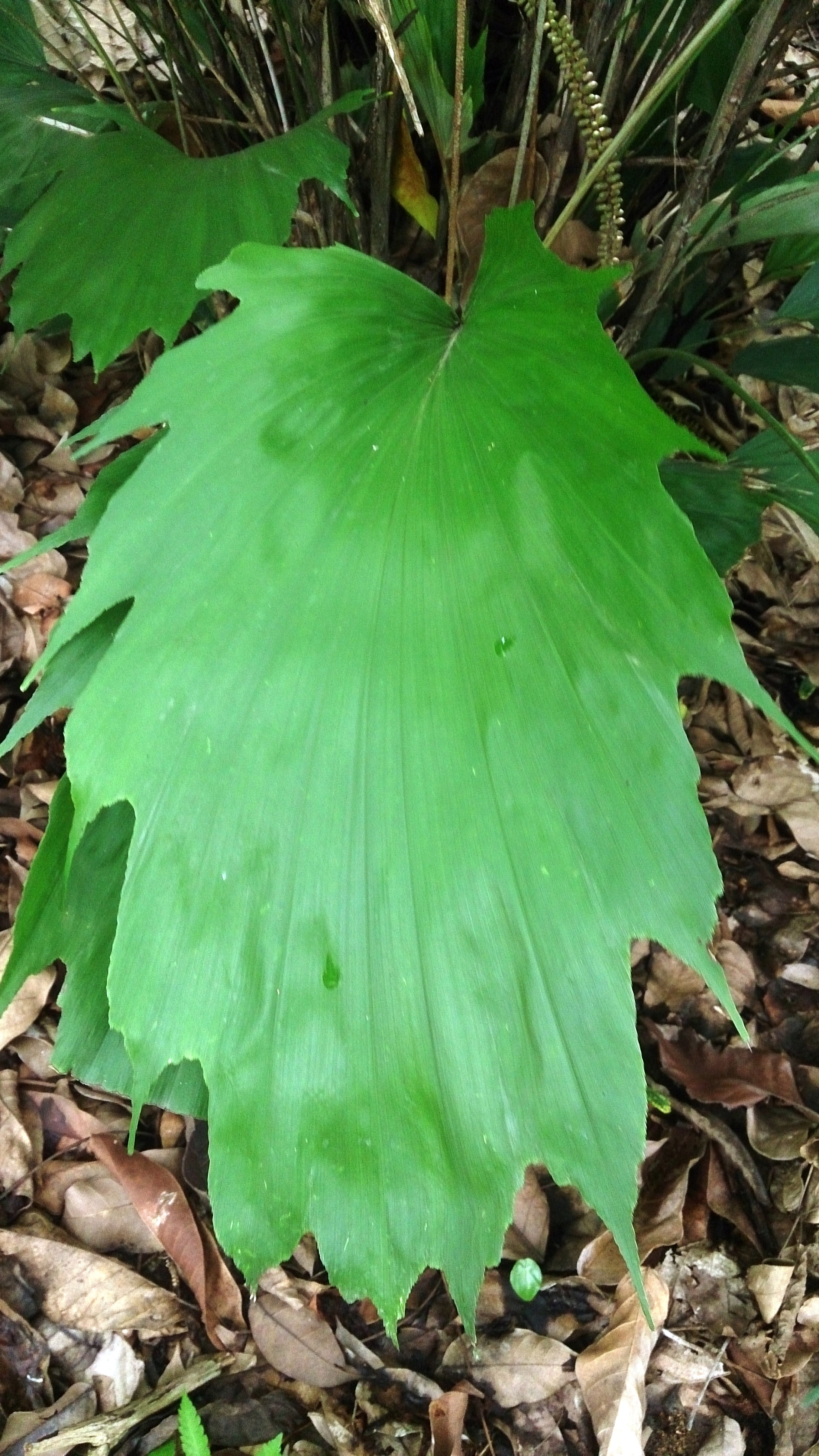
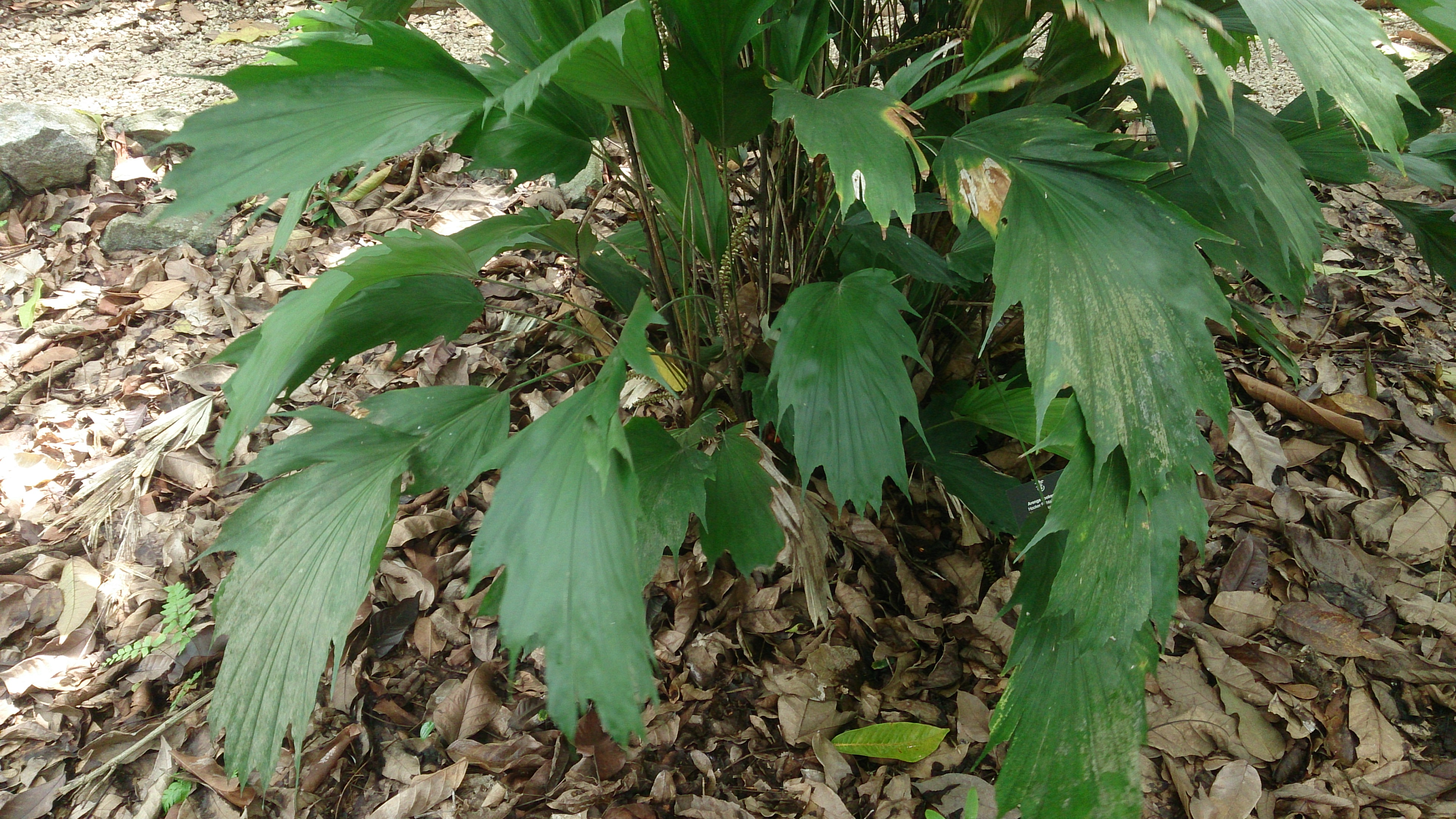